# Алехин, Павел Дмитриевич
Павел Дмитриевич Алехин (род. 6 октября 1989 года в Москве) — российский маунтинбайк-райдер, постоянный участник международных и российских соревнований, шоу и показательных выступлений, многократный победитель и призер состязаний по MTB фристайлу. Он известен комбинациями трюков, за которые он неоднократно получал награды на международных и российских соревнованиях.
В 2011 году Павел принял участие в первом официальном Чемпионате России по велоспорту-BMX в дисциплине "парк" и получил титул Чемпиона России. По правилам Чемпионата он смог участвовать в соревнованиях на маунтинбайке.
В феврале 2013 года Павла Алехина пригласили выступить на международном шоу Masters of Dirt в Вене. Он стал первым российским MTB-фристайл райдером, принявшем участие в мероприятии мирового уровня.
Атлета от соперников отличает то, что он выступает на велосипеде без тормозов.

## Биография
Родился 6 октября 1989 года в Москве. В 2011 году окончил Московский государственный индустриальный университет (МГИУ) по специальности «менеджмент организации».
Начал кататься на MTB в 2005 в возрасте 15 лет. В 2006 впервые принял участие в соревнованиях в Москве. С 2008 года участвует в международных состязаниях — White Style, Vienna Air King и других. Павел принял участие и продолжает выступать во всех топовых мировых шоу - Nitro Circus, Masters of Dirt, Night of the Jumps, Night of Freestyle, Finist Air Show и других.
В 2013 – 2015 годах Павел выпустил сериал «Cherrybomb» со своим участием.
В 2015 году организовал передвижное экстремальное шоу Freestyleshow с участием BMX и MTB спортсменов.

## Личные рекорды
Первый в мире сделал трюки:
- Flip 4 Barspin (Flip – 4 Bar)[33].

Сальто назад с прокрутом руля на 360 градусов в течение 4 раз. Трюк сделан в 2016 году.
- Flip Double Whip to Barspin (Flip – Double Whip – Bar)[33]

Сальто назад с прокрутом велосипеда под собой на 720 градусов, а потом прокрут руля на 360 градусов. Трюк сделан в 2016 году.
- Flip Windshield Wiper (Flip – Opposite Whip – Whip)[33]

Сальто назад с прокрутом велосипеда под собой сначала на 360 градусов в одну сторону, потом - в другую. Трюк сделан в 2016 году.
- Flip 2 Barspin Whip[34]

Сальто назад с двойным прокрутом руля на 360 градусов, а потом прокрут велосипеда под собой на 360 градусов. Трюк сделан в 2014 году.